# Moisés Serrano
Moisés Serrano y Mora (Zalamea la Real, 1870-Huelva, 1935) fue un arquitecto español.

## Biografía
Nació en el municipio onubense de Zalamea la Real en 1870. Cursó estudios superiores en Madrid, donde obtuvo la titulación de arquitecto. En octubre de 1911 sustituyó con carácter interino a Luis Mosteiro en la plaza de arquitecto municipal de Huelva, puesto del cual tomaría posesión formalmente el 26 de enero de 1912. A lo largo de su carrera fue autor de varios proyectos de relevancia como la Clínica del Doctor Figueroa (1911), la Clínica de los Doctores Mackay y Macdonald (1912), la Casa de Salud para los doctores Mackay y Macdonald (1912-1913) o el Museo Provincial (1923).
También fue autor de un proyecto de Hospital provincial para la Diputación de Huelva que se presentó en 1911, pero que nunca se llegó a materializar. Falleció en Huelva el 12 de enero de 1935.